# 斎藤恒行
斎藤 恒行（さいとう つねゆき、1910年5月8日 - 1984年11月9日）は、日本の水産学者。魚の鮮度判定指標（k値）の開発者。日本における水産科学、特に水産食品化学の権威として知られ、魚の鮮度・旨みの化学的分析に大きな功績を残した。
群馬県伊香保町出身。群馬県立渋川中学（現在の群馬県立渋川高等学校）、北海道大学理学部卒業。1950年に北海道学芸大学教授に就任。1953年に北海道大学水産学部教授に就任。1969年、日本水産学会功績賞を受賞。1974年、北海道大学を定年退官。北海道大学名誉教授になる。1978年、函館市文化賞を受賞。1981年には日本水産学会名誉会員になった。1984年に亡くなった。